# 綾北ダム
綾北ダム（あやきたダム）は、宮崎県小林市 、一級河川・大淀川水系綾北川に建設されたダムである。
宮崎県が管理する高さ75.3メートルのアーチ式コンクリートダム。綾川（本庄川）総合開発事業の一環として綾南ダム（本庄川）と共に建設された。綾北川・本庄川・大淀川の治水および認可出力12,000キロワットの水力発電を目的とし、国庫の補助を受けて1960年（昭和35年）に完成した補助多目的ダムである。ダムによって形成された人造湖には、特に命名がされていない。

## 概要
大淀川水系最大の支流である本庄川第２次支流綾北川上流に位置するダムで、古賀根橋ダム、田代八重ダムとともに本庄川、大淀川の洪水調節をおよび発電を行っている。

## 周辺
周辺は九州中央山地国定公園の区域であり、名水百選 - 綾川湧水群、水源の森百選 - 綾の照葉樹林「21世紀に残したい日本の自然百選」- 綾渓谷の照葉樹林、森林浴の森百選 - 九州中央山地国定公園綾地区にも選定されている。